# Yann et Farida
Yann et Farida sont les héros d'une bande dessinée qui porte leur nom (s'appelant originellement Les copains des Tilleuls), diffusée par la revue Astrapi.
Le scénario est de Jacqueline Cohen au début de la série, remplacée par Marie-Noëlle Pichard par la suite ; les illustrations sont réalisées par Christine Rohmer entre 1978 et 1984, puis par François Daniel et Anne de Chambourcy.

## Personnages
- Yann est un jeune garçon portant lunettes toujours habillé de bleu. Sa casquette est de la même couleur.
- Farida, son amie, est une jeune fille aux cheveux noirs, portant une queue de cheval, une écharpe bleue, une veste rouge, un t-shirt jaune et une jupe noire.

La bande dessinée, d'une page, raconte leurs gags et bêtises.

## Évolution
Cette série est présente dans la revue depuis sa création en 1978 ; elle l'était par ailleurs déjà dans le numéro 0, intitulé Charabia, paru en mai 1977. Il est à noter que cette première histoire est illustrée par Helen Oxenbury et s'étale sur quatre pages, ce qui ne sera le cas d'aucune des suivantes. Entre octobre 1978 et septembre 1991, les gags sont en effet racontés sur deux pages au début du magazine ; ils sont par la suite réduits à une seule et se retrouvent en quatrième de couverture.
La série a beaucoup évolué entre sa création et sa disparition. À l'origine, quand elle s'appelait Les copains des Tilleuls, elle racontait les aventures de six garçons et filles : Yann, Farida, Nathalie, Gilles, Thierry et Véronique. Ces deux derniers disparaissent en avril 1988 pour ne laisser que les quatre premiers ; finalement, au début des années 90, Gilles et Nathalie sont à leur tour mis de côté. Cette réduction illustre une certaine évolution des pratiques sociales enfantines : la diminution de l'attrait de la « bande de copains » et l'abandon progressif de l'aire de jeu municipale. La bande dessinée n'a cependant été renommée Yann et Farida qu'en mars 1996 dans le numéro 415 d'Astrapi. Son dernier gag a été publié en mars 2001, dans le numéro 526.